# Dillenburg
Dillenburg è un comune tedesco di 23 480 abitanti, situato nel land dell'Assia, sulle rive della Dill.

## Galleria d'immagini

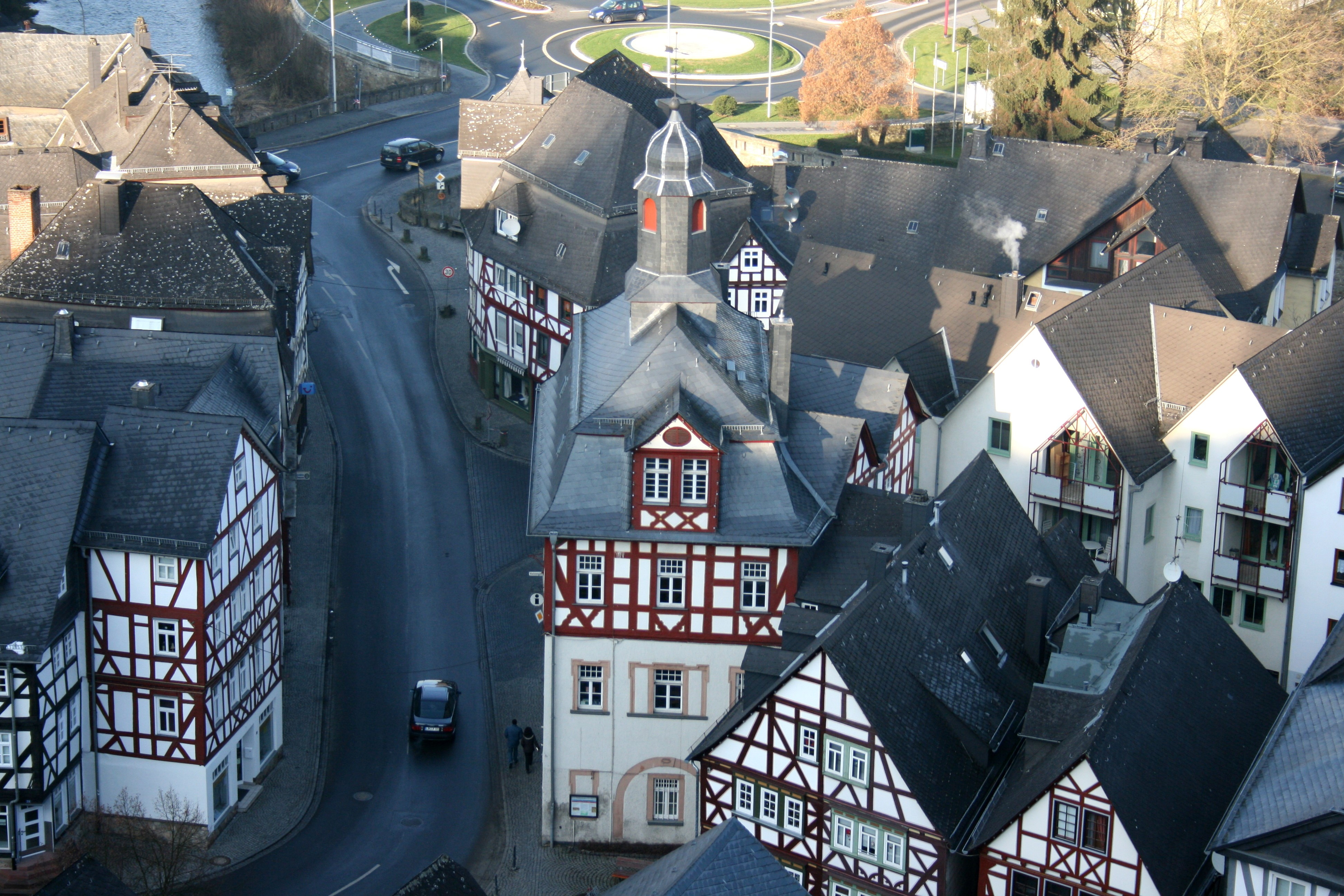
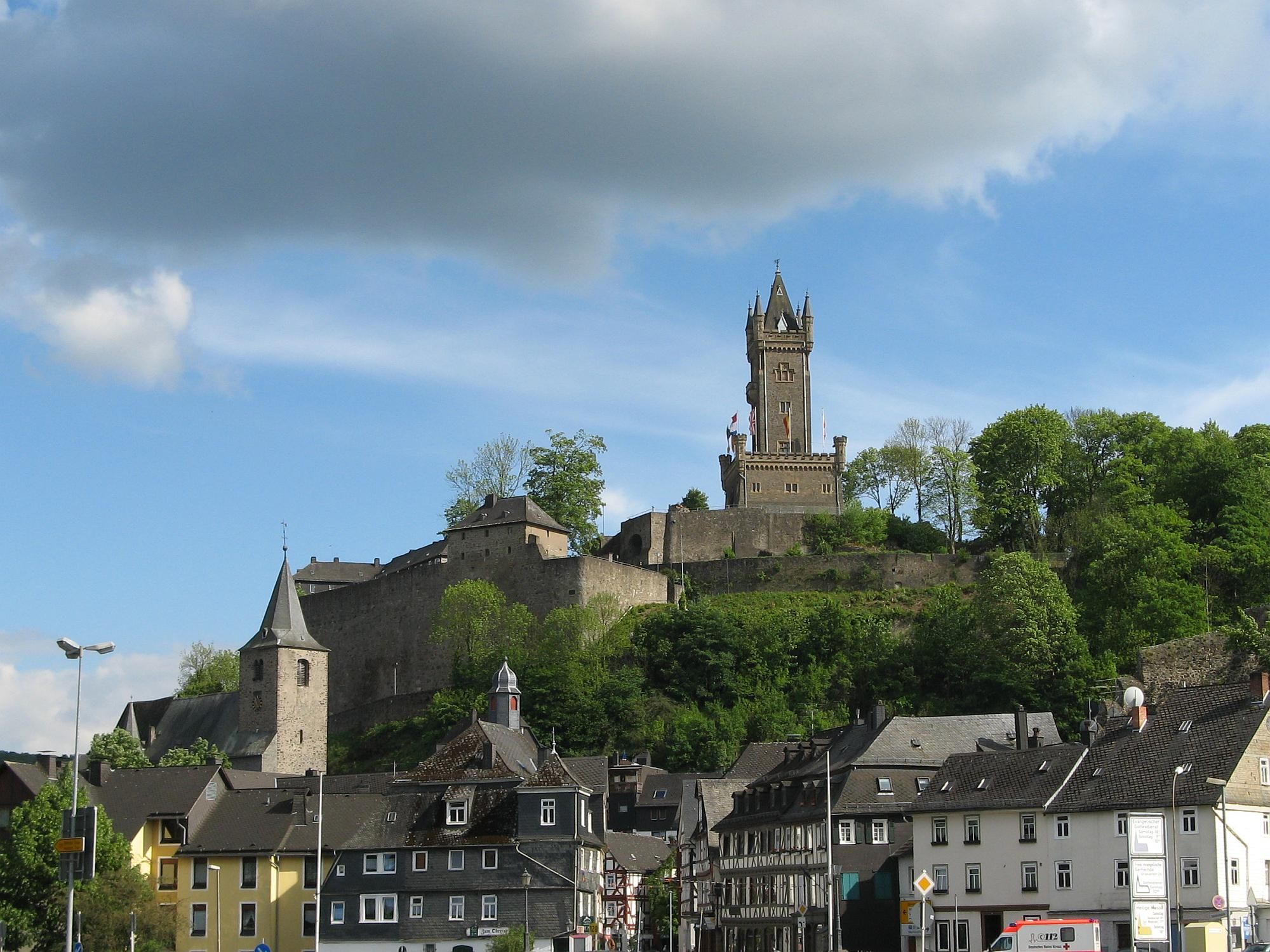
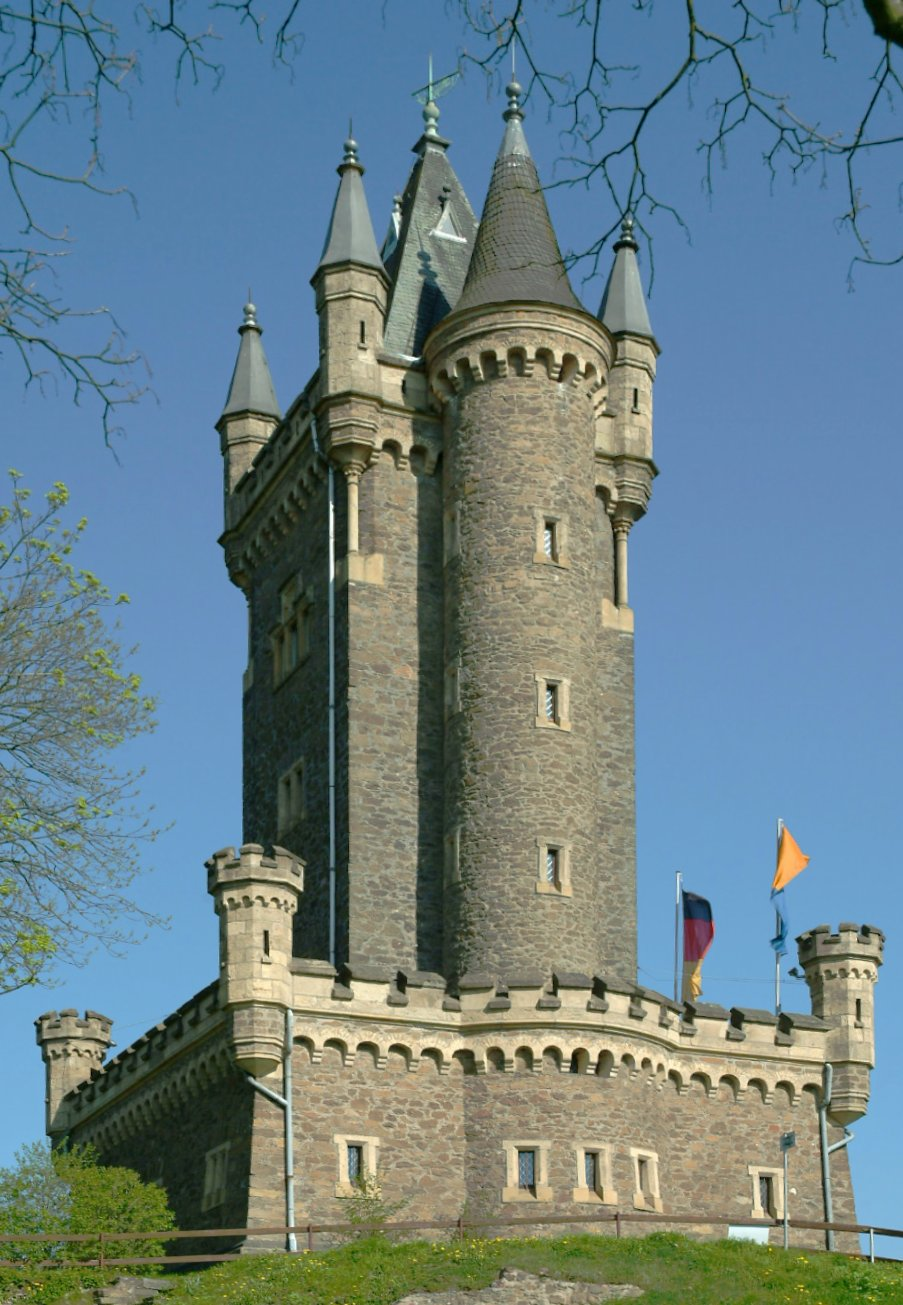